# وارن سميث
وارن سميث (بالإنجليزية: Warren Smith)‏ هو لاعب كرة قدم أمريكية أمريكي، ولد في 20 فبراير 1990 في فوركيد ريفر في الولايات المتحدة.